# Дібіргаджієв Руслан Аділханович
Руслан Адилханович Дібіргаджієв (рос. Руслан Адилханович Дибиргаджиев, азерб. Ruslan Adilxanoviç Dibirhacıyev; нар. 20 липня 1988) — російський та азербайджанський борець вільного стилю, чемпіон та бронзовий призер чемпіонатів Європи, бронзовий призер Європейських ігор, бронзовий призер Кубку світу.

## Життєпис
Боротьбою почав займатися з 2002 року. Вихованець спортшколи ім. Г. Гамідова, Махачкала. У 2008 році виступив на турнірі Шаміля Умаханова, захищаючи кольори Росії. З наступного року почав виступи за збірну Азербайджану.
Виступав за спортивний клуб «Атаспорт» Баку. Тренер — Фірдовсі Умудов.
Працював тренером в дитячо-юнацькій спортивній школі ім. А. Садулаєва. З 2019 року очолив збірну Дагестану з пляжної боротьби.

### Родина
Молодший брат Магомед, теж займається вільною боротьбою, у 2014 році він став чемпіоном Європи серед кадетів.

## Спортивні результати на міжнародних змаганнях

### Виступи на Чемпіонатах світу
| Змагання                        | Збірна      | Вагова категорія          | Місце |
| ------------------------------- | ----------- | ------------------------- | ----- |
| Чемпіонат світу з боротьби 2014 | Азербайджан | вільна боротьба, до 70 кг | 15    |
| Чемпіонат світу з боротьби 2015 | Азербайджан | вільна боротьба, до 70 кг | 13    |

### Виступи на Чемпіонатах Європи
| Змагання                         | Збірна      | Вагова категорія          | Місце  |
| -------------------------------- | ----------- | ------------------------- | ------ |
| Чемпіонат Європи з боротьби 2014 | Азербайджан | вільна боротьба, до 70 кг | Золото |
| Чемпіонат Європи з боротьби 2017 | Азербайджан | вільна боротьба, до 70 кг | Бронза |

### Виступи на Європейських іграх
| Змагання              | Збірна      | Вагова категорія          | Місце  |
| --------------------- | ----------- | ------------------------- | ------ |
| Європейські ігри 2015 | Азербайджан | вільна боротьба, до 70 кг | Бронза |

### Виступи на Кубках світу
| Змагання                    | Збірна      | Вагова категорія          | Місце  |
| --------------------------- | ----------- | ------------------------- | ------ |
| Кубок світу з боротьби 2013 | Азербайджан | вільна боротьба, до 66 кг | 6      |
| Кубок світу з боротьби 2015 | Азербайджан | вільна боротьба, до 70 кг | Бронза |

### Виступи на інших змаганнях
| Змагання                                     | Збірна      | Вагова категорія          | Місце  |
| -------------------------------------------- | ----------- | ------------------------- | ------ |
| Турнір Шаміля Умаханова 2008                 | Росія       | вільна боротьба, до 60 кг | Бронза |
| Золотий Гран-прі з боротьби 2009             | Азербайджан | вільна боротьба, до 66 кг | 5      |
| Золотий Гран-прі з боротьби 2010 (Баку)      | Азербайджан | вільна боротьба, до 66 кг | 7      |
| Гран-прі Іспанії з боротьби 2013             | Азербайджан | вільна боротьба, до 66 кг | Золото |
| Меморіал Вацлава Циолковського 2013          | Азербайджан | вільна боротьба, до 66 кг | 9      |
| Золотий Гран-прі з боротьби 2013 (Баку)      | Азербайджан | вільна боротьба, до 66 кг | Бронза |
| Турнір Дана Колова — Николи Петрова 2014     | Азербайджан | вільна боротьба, до 70 кг | Золото |
| Гран-прі Німеччини з боротьби 2014           | Азербайджан | вільна боротьба, до 70 кг | Золото |
| Золотий Гран-прі з боротьби 2014 (Баку)      | Азербайджан | вільна боротьба, до 70 кг | Бронза |
| Кубок Рамзана Кадирова 2014                  | Азербайджан | вільна боротьба, до 70 кг | 5      |
| Вогні Москви 2014                            | Азербайджан | вільна боротьба, до 70 кг | Срібло |
| Гран-прі Парижа з боротьби 2015              | Азербайджан | вільна боротьба, до 70 кг | Бронза |
| Турнір Дана Колова — Николи Петрова 2017     | Азербайджан | вільна боротьба, до 70 кг | Бронза |
| Київський Міжнародний турнір з боротьби 2018 | Азербайджан | вільна боротьба, до 74 кг | 13     |